# Chade Francês
O Chade Francês refere-se ao período em que a República do Chade foi uma colônia francesa na África Central desde o início do século XX até sua independência em 1960. Este período foi marcado pela administração colonial francesa, que influenciou profundamente a política, economia e sociedade da futuro estado-nação africano.
O domínio colonial dos franceses começou em 1900, quando foi estabelecido o Território Militar do Chade – formalmente conhecido por Território Militar dos Países e Protetorados do Chade. Posteriormente, o território foi unido ao de Ubangui-Chari, compondo o território de Ubangui-Chari-Chade, e depois ao Congo Francês, formando a federação de possessões coloniais África Equatorial Francesa (AEF). O Chade tornou-se a colônia do Chade em 1920, ainda parte da AEF. Sua capital era Fort-Lamy (atualmente Jamena). Depois, tornou-se um território ultramarino em 1946, uma república autônoma em 1958 até conquistar sua independência em 1960, embora a metade norte do país tenha permanecido sob o controle do exército francês até 1965.
Sob o contexto da Partilha da África, a França reivindicou para si diversos territórios na região central do continente, tendo ocupado no final da década de 1880 parte do que hoje é o sul do Chade. No início da década de 1890, as expedições militares francesas enviadas ao local encontraram as forças de Rabi Azubair, que vinha realizando incursões de escravos (razias) e saques em estados pré-coloniais independentes como Baguirmi, Bornu e Uadai, até conseguir derrotar Azubair em 1900.
Gradualmente, os franceses expandiram-se para o leste e o norte do atual Chade, encontrando forte resistência, como durante a Guerra de Uadai e em Tibesti e Borcu. Em 1917, a França conquistou os últimos estados soberanos do Chade e, em 1920, derrotou as últimas grandes insurgências nativas.
Em 1940, o Chade se destacou por ser, sob o governo de Félix Éboué, a primeira colônia francesa a se unir à França Livre. Após a Segunda Guerra Mundial, os franceses permitiram uma quantidade limitada de representação da população africana, abrindo caminho para o confronto na arena política entre o Partido Progressista Chadiano (PPT), progressista e baseado no sul, e a União Democrática Chadiana (UDT), conservadora e islâmica. Por fim, foi o PPT que saiu vitorioso e levou o país à independência em 1960, sob a liderança de François Tombalbaye.